# Dean Ward
Pour les articles homonymes, voir Ward.

Dean Ward, né le 30 juin 1963 à Portsmouth, est un bobeur britannique.

## Carrière
Soldat dans l'armée britannique, Ward rejoint l'équipe britannique de bobsleigh en 1991. En trois participations olympiques entre 1994 et 2002, il gagne une médaille. Il remporte le bronze en bob à quatre avec Sean Olsson, Courtney Rumbolt et Paul Attwood aux Jeux olympiques de 1998 organisés à Nagano au Japon, à égalité avec le bob français. Après sa retraite sportive, il est entraîneur pour l'équipe britannique.

## Palmarès

### Jeux Olympiques
- : médaillé de bronze en bob à quatre aux Jeux olympiques d'hiver de 1998.

### Coupe du monde
- 2 podiums :
  - bob à 4 : 2 troisièmes places.